# NGC 3226
NGC 3226 (другие обозначения — UGC 5617, MCG 3-27-15, ZWG 94.26, KCPG 234A, Arp 94, VV 209, PGC 30440) — эллиптическая галактика (E2) в созвездии Лев.
Этот объект входит в число перечисленных в оригинальной редакции «Нового общего каталога», а также включён в атлас пекулярных галактик.
В галактике вспыхнула сверхновая SN 1976K . Её пиковая видимая звёздная величина составила 17.
Галактика NGC 3226 входит в состав группы галактик NGC 3227. Помимо NGC 3226 в группу также входят ещё 15 галактик.